# Gouvernement uni egba
 (février 2021).
 (septembre 2023).
 (septembre 2023).
Le Gouvernement uni egba (en anglais Egba United Government, EUG) est une entité politique de la fin du XIXe siècle dans ce qui est aujourd'hui le Nigéria. Le gouvernement a été officiellement établi par le gouverneur de la colonie de Lagos, Mccallum, lors d'une réunion organisée en 1898, par William Alfred Allen, un homme egba qui était l'agent du gouvernement colonial à Abeokuta. William Alfred Allen a été nommé premier secrétaire du gouvernement par le gouvernement colonial tandis que les dirigeants egba ont reçu des portefeuilles gouvernementaux. Allen a finalement été remplacé par Adegboyega Edun.
L'EUG a été reconnu par les Britanniques à la fin des guerres civiles yorubas en 1893, ce qui en fait l'un des États-nations africains légalement existants (du moins selon le droit international moderne) à survivre au partage du continent. Son indépendance ne dura cependant pas longtemps, car la nature du gouvernement, qui imposait des contraintes au pouvoir du roi, était contraire à la vision de Frederick Lugard de la « indirect rule » : il le fit donc dissoudre sous prétexte que le roi et ses chefs « invitaient » le monarque britannique à servir de protecteur au lendemain d'une période de troubles civils internes au début du XXe siècle.